# Flagelloscypha donkii
Flagelloscypha donkii är en svampart som beskrevs av Agerer 1975. Enligt Catalogue of Life ingår Flagelloscypha donkii i släktet Flagelloscypha,  och familjen Niaceae, men enligt Dyntaxa är tillhörigheten istället släktet Flagelloscypha,  och familjen Cyphellopsidaceae. Arten är reproducerande i Sverige. Inga underarter finns listade i Catalogue of Life.